# Llista de governadors de Chiapas

Escut de Chiapas

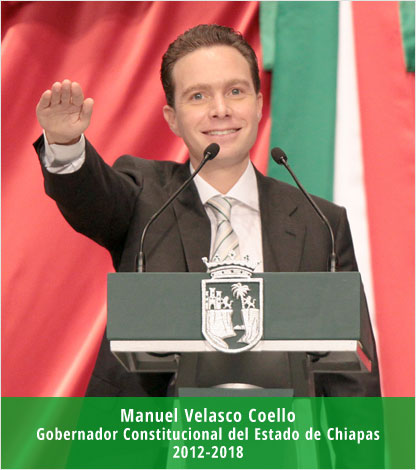
Manuel Velasco Coello, actual governador

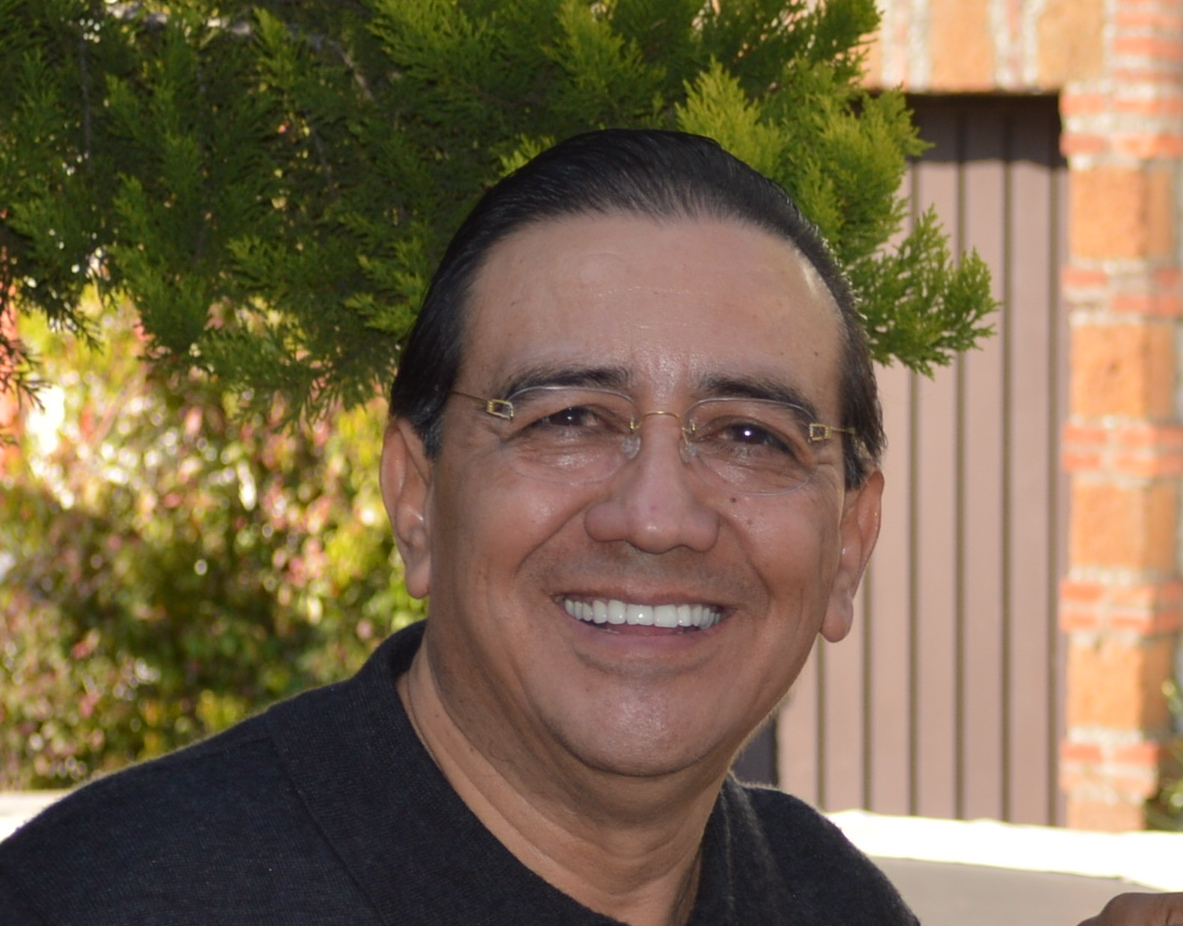
Pablo Salazar Mendiguchía, governador 2000-2006

Aquesta és una llista dels governadors de l'estat de Chiapas. La constitució de l'estat estipula un termini de 6 anys, en eñ qual els governadors només poden ser reelegits una vegada. També especifica els requisits per convertir-se en governador: ciutadà mexicà per naixement, amb edats almenys 30 anys, i tenir no menys de 5 anys de residència a Chiapas. L'actual governador és Manuel Velasco Coello del Partit Verd Ecologista de Mèxic, qui va assumir el càrrec el 2012.

## Llista de governadors de Chiapas
- 1825 - 1826: Manuel José de Rojas
- 1826 - 1830: José Diego Lara
- 1829: Emeterio Pineda
- 1830 - 1834: Joaquín Miguel Gutiérrez
- 1830: Emeterio Pineda
- 1830: José Rafael Coello
- 1830 - 1832: José Ignacio Gutiérrez
- 1832: Manuel Escandón
- 1832: Mariano José Correa
- 1832: Joaquín Miguel Gutiérrez
- 1832: Emeterio Pineda
- 1832 - 1833: Quirino Domínguez
- 1833: Joaquín Miguel Gutiérrez
- 1833: Emeterio Pineda
- 1833 - 1834: Joaquín Miguel Gutiérrez
- 1834 - 1835: Joaquín Miguel Gutiérrez
- 1835: José Mariano Coello
- 1835: Ignacio Tovilla
- 1835 - 1836: Mariano Montes de Oca
- 1836 - 1837: Clemente Aceituno
- 1836: Salvador Piñeiro
- 1836: Onofre Reyes
- 1837 - 1840: José María Sandoval
- 1840 - 1841: José Diego Lara
- 1841 - 1842: Salvador Ayanegui
- 1842 - 1845: Ignacio Barberena
- 1845 - 1848: Jerónimo Cardona
- 1846 - 1847: Nicolás Ruiz
- 1847 - 1848: Jerónimo Cardona
- 1848: Manuel María Parada
- 1848: Jerónimo Cardona
- 1848: Ponciano Solórzano del Barco
- 1848 - 1849: Fernando Nicolás Maldonado
- 1849 - 1850: Ramón Larraínzar
- 1850 - 1855: Fernando Nicolás Maldonado
- 1851: José Farrera
- 1851 - 1853: Fernando Nicolás Maldonado
- 1853: Domingo Ruiz Molina
- 1853 - 1855: Fernando Nicolás Maldonado
- 1855 - 1856: Ángel Albino Corzo
- 1856: Domingo Ruiz Molina
- 1856 - 1861: Ángel Albino Corzo
- 1857: Francisco Robles
- 1858: Ángel Albino Corzo
- 1858 - 1859: Matías Castellanos
- 1859 - 1861: Ángel Albino Corzo
- 1861: Juan Clímaco Corzo
- 1861: Ángel Albino Corzo
- 1861 - 1863: Juan Clímaco Corzo
- 1863 - 1864: José Gabriel Esquinca
- 1864-1865: José Pantaleón Domínguez
- 1866: José Mariano García
- 1866-1875: Without information.
- 1875-1876: Moisés Rojas
- 1876: Carlos Borda
- 1876: Eleuterio Villasana
- 1876: Manuel Cerón
- 1877: Diego Betanzos
- 1877: Sebastián Escobar
- 1877: Nicolás Ruiz
- 1877-1878: Sebastián Escobar
- 1878-1879: Juan José Ramírez
- 1879: Mariano Aguilar
- 1879-1883: Miguel Utrilla
- 1883-1886: José María Ramírez
- 1886: Adrián Culebro
- 1886-1887: José María Ramírez
- 1887: Manuel Carrascosa
- 1888: Miguel Utrilla
- 1888-1891: Manuel Carrascosa
- 1891-1893: Emilio Rabasa
- 1893: Raúl del Pino
- 1893-1894: Emilio Rabasa
- 1894-1895: Fausto Moguel
- 1895: Francisco León
- 1896: José María González
- 1896-1899: Francisco León
- 1899: Luis Farrera
- 1899: Francisco León
- 1899: Rafael Pimentel
- 1900: Abraham A. López
- 1901-1902: Rafael Pimentel
- 1902-1903: Onofre Ramos
- 1903-1904: Rafael Pimentel
- 1904: Onofre Ramos
- 1905: Rafael Pimentel
- 1905: Onofre Ramos
- 1905: Rafael Pimentel
- 1905: Miguel Castillo
- 1905: Ramón Rabasa
- 1906: Abraham A. López
- 1906-1908: Ramón Rabasa
- 1908: Abraham A. López
- 1908-1909: Ramón Rabasa
- 1909: José Inés Cano
- 1909: Abraham A. López
- 1909-1910: Ramón Rabasa
- 1910: José Inés Cano
- 1910-1911: Ramón Rabasa
- 1911: José Inés Cano
- 1911: Manuel Trejo
- 1911: Ramón Rabasa
- 1911: Manuel Trejo
- 1911: Reynaldo Gordillo León
- 1911: Policarpio Rueda Fernández
- 1911: Manuel Rovelo Argüello
- 1911: Marco Aurelio Solís
- 1911-1912: Reynaldo Gordillo León
- 1912-1913: Flavio Guillén
- 1913: Marco Aurelio Solís
- 1913: Reynaldo Gordillo León
- 1913-1914: Bernardo Palafox
- 1913 - 1914: Bernardo Palafox
- 1914 José Inés Cano
- 1914 José María Marín
- 1914 Jesús Agustín Castro
- 1914 Blas Corral
- 1914 - 1915 Jesús Agustín Castro
- 1915 Blas Corral
- 1915 Jesús Agustín Castro
- 1916 Blas Corral
- 1916 José Ascención González
- 1916 Blas Corral
- 1916 - 1917 Pablo Villanueva
- 1917 - 1918 Manuel Fuentes A.
- 1918 - 1919 Pablo Villanueva
- 1919 Manuel Fuentes A.
- 1919 Pablo Villanueva
- 1919 - 1920 Pascual Morales Molina
- 1920 Alejo González
- 1920 Francisco G. Ruíz
- 1920 Juan Zertuche
- 1920 Fausto Ruíz
- 1920 Francisco G. Ruíz
- 1920 Amadeo Ruíz
- 1920 – 1924 Tiburcio Fernández Ruíz
- 1921 Benigno Cal y Mayor
- 1922 Tiburcio Fernández Ruíz
- 1922 Amadeo Ruíz
- 1922 - 1923 Tiburcio Fernández Ruíz
- 1923 Manuel Encarnación Cruz
- 1923 - 1924 Tiburcio Fernández Ruíz
- 1924 Rogelio García Castro
- 1924 Tiburcio Fernández Ruíz
- 1924 Luis García
- 1924 Martín Paredes
- 1924 Tiburcio Fernández Ruíz
- 1924 Raúl de León
- 1924 Luis Ramírez Corzo
- 1925 César Córdova
- 1925 Carlos A. Vidal
- 1925 José Castañón
- 1925 - 1926 Carlos A. Vidal
- 1926 J. Amilcar Vidal
- 1927 Luis P. Vidal
- 1927 Manuel Alvarez
- 1927 - 1928 Federico Martínez Rojas
- 1928 Amador Coutiño
- 1928 Rosendo Delabre Santeliz
- 1928 - 1929 Raymundo E. Enríquez
- 1929 Ernesto Constantino Herrera
- 1929 Alvaro Cancino
- 1930 Martín G. Cruz
- 1930 Alvaro Cancino
- 1930 Moisés E. Villers
- 1930 Alberto Domínguez R.
- 1931 José María Brindís
- 1931 Raúl León
- 1932 Mariano G. A. Enríquez
- 1932 Rodolfo Ruíz G.
- 1932 Moisés Enríquez
- 1932 Raymundo Enríquez
- 1932-1936: Victórico R. Grajales
- 1936–1940: Efraín A. Gutiérrez
- 1940–1944: Rafael Pascacio Gamboa
- 1944–1947: Juan M. Esponda
- 1947–1948: César A. Lara
- 1948–1952: Francisco J. Grajales
- 1952–1958: Efraín Aranda Osorio
- 1958–1964: Samuel León Brindis
- 1964–1970: José Castillo Tielemans
- 1970–1976: Manuel Velasco Suárez
- 1976–1977: Jorge de la Vega Domínguez
- 1977–1979: Salomón González Blanco
- 1979–1982: Juan Sabines Gutiérrez
- 1982: Gustavo Armendáriz
- 1982–1988: Absalón Castellanos Domínguez
- 1988–1993: Patrocinio González Garrido
- 1993–1994: Elmar Setzer Marseille
- 1994: Javier López Moreno
- 1994–1995: Eduardo Robledo Rincón
- 1995–1998: Julio César Ruíz Ferro
- 1998–2000: Roberto Albores Guillén
- 2000–2006: Pablo Salazar
- 2006–2012: Juan Sabines
- 2012-2018: Manuel Velasco Coello